# Equidad Familiar
Equidad Familiar (inglés: Family Fairness) fue un programa dirigido por el Servicio de Inmigración y Naturalización en los Estados Unidos desde finales de 1987 hasta finales de 1990 que otorgaba acción diferida a los cónyuges e hijos de inmigrantes a quienes se les concedió amnistía en 1986. La versión inicial fue introducida a finales de 1987 por el entonces Comisionado del INS Alan C. Nelson, trabajando bajo el entonces Fiscal General Edwin Meese y el entonces Presidente Ronald Reagan. Una expansión del programa fue introducida a principios de 1990 por el Comisionado del INS Gene McNary trabajando bajo el entonces Fiscal General Dick Thornburgh y el entonces Presidente de los Estados Unidos George H. W. Bush. El programa fue creado a través de una acción ejecutiva, con el fin de abordar el problema de las familias de "elegibilidad dividida" creadas por la Ley de Reforma y Control de la Inmigración de 1986, en espera de una legislación que abordaría el tema. La Ley de Inmigración de 1990 lo reemplazó con un Programa de Unidad Familiar (inglés: Family Unity Program) sancionado legislativamente, que continúa vigente en la actualidad.

## Antecedentes
Dos clases importantes de personas a las que la Ley concedió un estatus legal temporal y un camino hacia la residencia permanente fueron:
1. Personas presentes continuamente en los Estados Unidos desde el 1 de enero de 1982
2. Trabajadores agrícolas especiales (SAW)

En el momento de la aprobación de la ley, se estimó que 3 millones de personas serían elegibles para legalizarse en virtud de estas disposiciones, pero la cifra aumentaría más adelante. Sin embargo, la IRCA no preveía ninguna disposición especial para la legalización de los cónyuges e hijos de las personas elegibles si no cumplían los requisitos de forma independiente; tendrían que "esperar en la cola", pero podrían llegar a ser elegibles una vez que el solicitante originalmente elegible hubiera adquirido la residencia permanente o la ciudadanía.
Esto dio lugar a un problema de familias con "elegibilidad dividida", en el que sólo algunos miembros de la familia eran elegibles para el estatus legal temporal. La cuestión fue resaltada por la Conferencia Nacional de Obispos Católicos, que pidió al presidente Ronald Reagan que abordara el tema. La Arquidiócesis Católica de Los Ángeles estimó que el 30% de las solicitudes de legalización a las que estaba ayudando involucraban a familias con elegibilidad dividida. El arzobispo de Los Ángeles, Roger Mahony, escribió una carta enérgica al Comisionado del INS, Alan C. Nelson, en la que lo instaba a abordar el problema de la elegibilidad dividida haciendo que los cónyuges e hijos de las personas elegibles fueran elegibles y limitando las tarifas para las personas a $50 y las tarifas totales para las familias a $100.
El senador republicano John Chafee, de Rhode Island, propuso una enmienda a un proyecto de ley no relacionado que daría a los cónyuges e hijos de personas que reúnen los requisitos para la IRCA una vía para la legalización. La enmienda fue derrotada por 55 votos a favor y 45 en contra y fue objeto de críticas por parte de Simpson, uno de los patrocinadores de la IRCA original, quien dijo que la enmienda era contraria al espíritu de la legislación original y al cuidadoso equilibrio que había logrado.

## Primer anuncio
Hasta el anuncio de la medida ejecutiva de Equidad Familiar, el INS interpretó la IRCA de manera estricta: sólo a las personas que eran elegibles según las reglas de la IRCA se les otorgaba estatus legal temporal. El 21 de octubre de 1987, Nelson, Comisionado del Servicio de Inmigración y Naturalización, anunció la medida ejecutiva de "Equidad Familiar". Nelson trabajaba bajo el Fiscal General Edwin Meese y el Presidente Ronald Reagan. La medida ejecutiva permitió la deportación diferida para:
- Los niños menores de 18 años si ambos padres (o el padre soltero, si vivían con un solo padre) eran elegibles para el estatus legal bajo la IRCA.[2][1][4][8]
- Cónyuges de personas que reúnen los requisitos para el IRCA sólo en caso de existir factores humanitarios o imperiosos , siendo insuficiente el hecho del matrimonio por sí solo.[2][1][4][8] Al describir la medida ejecutiva a The New York Times, el porta[1]voz del INS, Gregory J. Leo, dijo que una enfermedad grave, una discapacidad o la vejez eran factores humanitarios imperiosos.[1]

Aunque no había estimaciones precisas del impacto de la medida ejecutiva, tanto el INS como grupos hispanos como el Consejo Nacional de La Raza coincidieron en que probablemente afectaría a más de 100.000 familias.
En su testimonio ante el subcomité de inmigración del Comité Judicial de la Cámara de Representantes, el Comisionado del INS, Nelson, aclaró que ninguna información de la solicitud se utilizaría para iniciar procedimientos de deportación ni se usaría de ninguna manera en contra del solicitante.
Varias personas pensaron que la medida ejecutiva no fue lo suficientemente lejos, entre ellos el representante Howard Berman, la futura comisionada del INS Doris Meissner, y el abogado de inmigración de la Conferencia Católica de los Estados Unidos Gilbert Paul Carrasco.
Los esfuerzos legislativos para bloquear la deportación de cónyuges e hijos de personas que reúnen los requisitos para acogerse al IRCA seguirían tropezando durante los próximos años.

## Segundo anuncio
El 2 de febrero de 1990, el Comisionado del INS Gene McNary, trabajando bajo el Fiscal General Dick Thornburgh y el recién elegido Presidente George H. W. Bush, anunció una liberalización significativa del programa de Equidad Familiar, efectiva a partir del 14 de febrero. Los cambios evitarían la deportación de la mayoría de los cónyuges e hijos de personas legalizadas. Específicamente, los cónyuges e hijos de un extranjero legalizado eran elegibles para el alivio de la deportación si:
1. Estaban viviendo con el extranjero legalizado.
2. Habían estado residiendo en Estados Unidos de forma continua desde el 6 de noviembre de 1986 (y podían demostrarlo)
3. Eran admisibles como inmigrantes.
4. No habían sido condenados por un delito grave o tres o más delitos menores en los Estados Unidos.
5. No habían ayudado a perseguir a otros.

McNary aclaró que para que un cónyuge sea elegible, el matrimonio debe haber ocurrido antes del 6 de noviembre de 1986. También dijo que los niños mayores de 18 años no eran elegibles para este programa, pero lo más probable es que no fueran deportados y continuarían recibiendo salida voluntaria y autorización de trabajo.

## Reemplazado por el Programa de Unidad Familiar
La Ley de Inmigración de 1990 incluyó un Programa de Unidad Familiar (Sección 301 de la Ley), que entró en vigencia el 1 de octubre de 1991, y que reemplazó legislativamente al Programa de Equidad Familiar. El Programa de Unidad Familiar sigue vigente a partir de 2017.

## Comparación con la posterior acción diferida de Obama
El programa Equidad Familiar ha sido comparado con las medidas ejecutivas del presidente Barack Obama, específicamente la Acción Diferida para Padres de Estadounidenses (abreviada como DAPA, anunciada el 20 de noviembre de 2014). La administración Obama, así como algunos grupos que apoyan la acción diferida de Obama, han argumentado a favor de las similitudes, con el fin de demostrar que la acción diferida de Obama tiene precedentes. FactCheck, al describir el argumento, dijo: "No podemos decir si estas acciones de presidentes anteriores proporcionan un precedente legal para las acciones de Obama".
Josh Blackman ha argumentado que el programa de Equidad Familiar de Reagan/Bush difería de las acciones de Obama en un sentido crítico: el programa de Equidad Familiar sólo proporcionaba un "puente" para las personas que podrían calificar para un estatus legal basado en una legislación ya existente o en proceso, mientras que la acción diferida de Obama proporcionaba protecciones para las personas que no tenían ningún camino hacia un estatus legal con la legislación existente.